# Bico Group
Bico Group, till 2021 Cellink AB, är ett svenskt börsnoterat företag inom medicinteknik. Företaget kombinerar olika teknologier såsom robotik, artificiell intelligens, datavetenskap och 3D-bioprintning med biologi. 
Bico Group utvecklar tekniker inom bland annat bioprinting och diagnostik för forskare inom biovetenskap för att odla celler i 3D-miljöer, göra läkemedels-screening och skriva ut mänskliga vävnader.
Bico Group grundades 2016 som Cellink i Göteborg av Erik Gatenholm och Hector Martinez (född 1985). Det börsnoterades på Stockholmsbörsen samma år.